# Syntegra
Syntegra ist ein von der Siemens AG entwickeltes System der Schienenverkehrstechnik, bei dem die Fahrwerks-, Antriebs- und Bremstechnologie zu einem mechatronischen System zusammengeführt wurde.

## Einführung

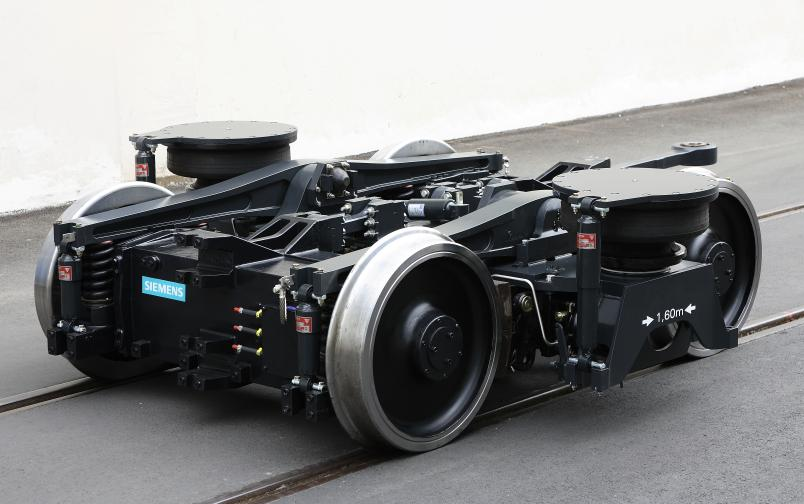
Syntegra-Triebfahrwerk

Die Antriebseinheiten, Fahrwerke und Bremsausrüstungen in Schienenfahrzeugen mit konventioneller Technik sind aufeinander abgestimmte, dennoch grundsätzlich eigenständige Komponenten. Zusammen bilden sie ein Triebdrehgestell oder allgemein ein Triebfahrwerk.
Bei Syntegra finden sich dagegen eine vollständige Integration der Traktion, des Radsatzes und des Bremssystems. Dabei wird der herkömmliche mechanisch sehr komplexe Traktionsantrieb sowie die konventionelle Bremseinheit ersetzt und das Fahrwerkkonzept komplett verändert.

## Direktantrieb
Das Syntegra-System verwendet einen Drei-Phasen-Synchronmotor mit Permanentmagneten als Achsmotor, anstelle eines mechanisch komplexen konventionellen Traktionsantriebs mit Getriebestufe. Dieser neue Motor wurde bereits am Beispiel eines Antriebs für Vollbahnen erprobt. 

### Stand der Technik
Charakteristikum zahlreicher Metro- und U-Bahn-Fahrzeuge mit Unterflur-Traktionsausrüstung ist ein Antriebssystem, das aus einem spannungseinprägenden Traktionsstromrichter besteht. Dieser speist zwei oder vier elektrisch parallel geschaltete Asynchronfahrmotoren. Ein solcher Antrieb kann im Gegensatz zum permanent-erregten Synchronmotor allein kein ausreichend hohes Drehmoment erzeugen. Deshalb ist für die Übersetzung des Fahrmotor-Drehmoments ein Getriebe erforderlich. Dieses verursacht wiederum Investkosten, Energieverlust, Geräusche sowie Instandhaltungsaufwand.
Üblich sind zwei Ausführungen des getriebebasierten Antriebssystems. Zum einen der halb abgefederte Querantrieb mit einem achsreitenden Getriebe und einem im Fahrwerk aufgehängten, voll abgefederten Fahrmotor. Bei konventionellen Systemen muss als Ausgleich der Bewegungen das Drehmoment über eine kurze ölgeschmierte kardanische Zahnkupplung übertragen werden.

### Syntegra-Antriebssystem

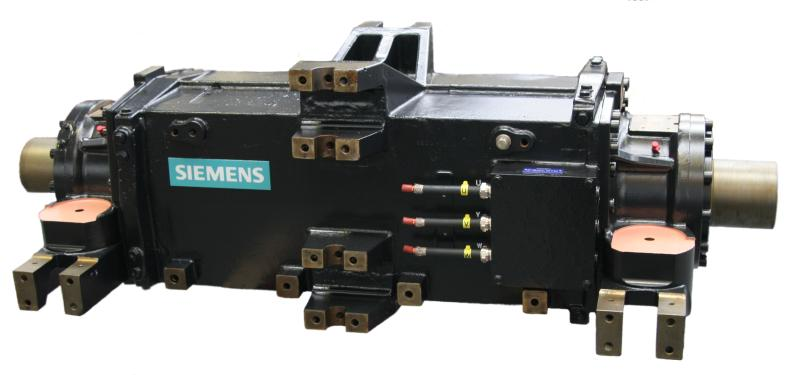
Syntegra Antrieb

Der getriebelose Antrieb ist vollständig gekapselt. Allerdings wird der Motor des Syntegra-Antriebssystems hochpolig ausgeführt, da das Bohrungsvolumen einer elektrischen Maschine entscheidend das nutzbare Drehmoment bestimmt. Eine hohe Polzahl führt bei Asynchronmaschinen zu niedrigen Leistungsfaktoren und geringen Wirkungsgraden. Deswegen scheint ein Direktantrieb nur auf der Basis von permanent-erregten Maschinen (PM) sinnvoll realisierbar. Für den um einen Radsatz gegebenen röhrenförmigen Bauraum ist eine im Aufbau eher klassische PM-Synchronmaschine mit Radialfluss-Anordnung und Drehstromwicklung ideal. Eine grundlegende Neuerung im Rahmen ist die Zusammenfassung von Radsatz- und Fahrmotorlagerung zu einer gemeinsamen Hauptlagerung. 
				
Synchronantriebe sind grundsätzlich als Einzelachsantriebe ausgeführt. Dieser Einzelachsantrieb bringt auf Systemebene Vorteile gegenüber dem Gruppenantrieb mit sich. So ist der Raddurchmesser bei der Reprofilierung frei wählbar und es existieren höhere Antriebsredundanzen sowie ein einfacheres Ausfallkonzept.

## Fahrwerk

### Stand der Technik
In Triebfahrwerken mit starren Rahmenkonstruktionen, wie sie heute in zahlreichen Zügen vorkommen, befinden sich Traktionsantrieb sowie mechanische Reibungsbremse.
So werden zum Beispiel bei herkömmlichen Fahrwerken die Brems- und Antriebskräfte sowie Radsatz-Führungskräfte vom Fahrwerkrahmen aufgenommen und an den Wagenkasten weitergeleitet.
Unter solchen gegebenen technischen und wirtschaftlichen Randbedingungen gelten moderne Triebfahrwerke als optimiert.

### Syntegra-Fahrwerk

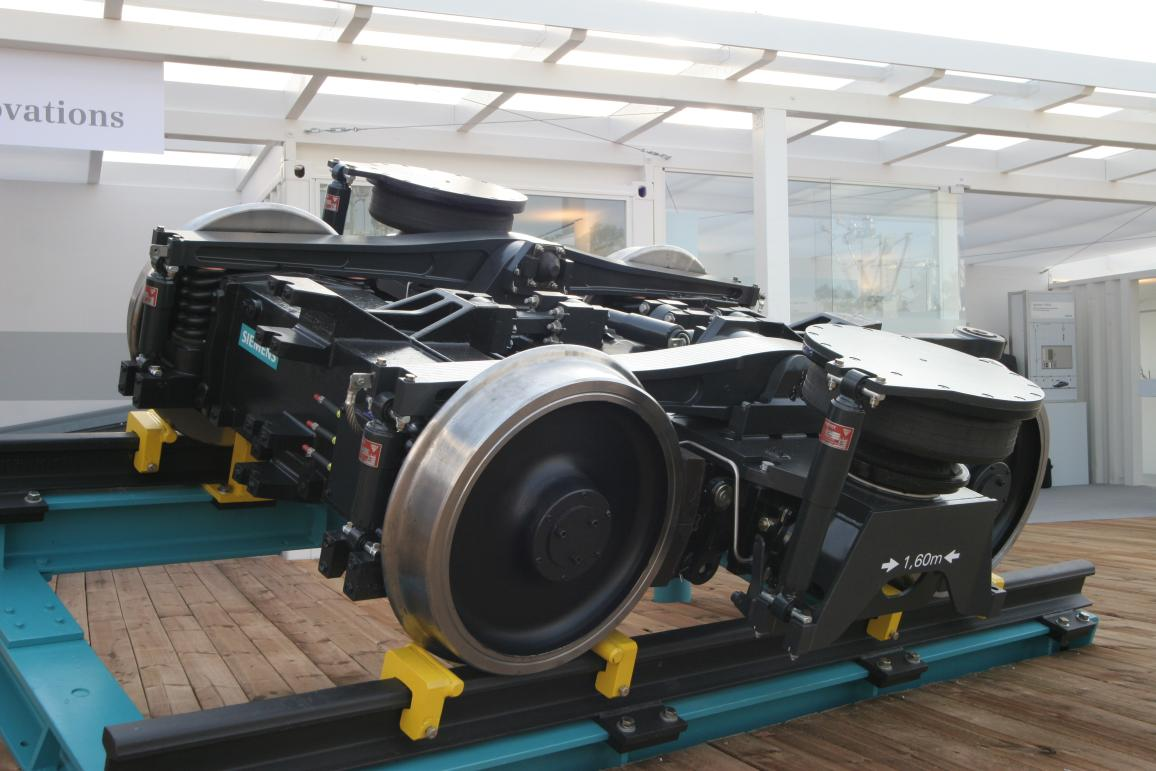
Syntegra auf der InnoTrans 2006

Im Gegensatz zu heutigen Fahrwerken ist der Direktantrieb integraler Bestandteil des Syntegra-Fahrwerks. Hierbei erfolgt die Anlenkung des Fahrwerks direkt über die Fahrmotorgehäuse zum Wagenkasten. Dadurch ist der Fahrwerkrahmen frei von Traktionskräften. Die dadurch resultierende symmetrische Belastung der Fahrmotoren ermöglicht eine optimale Ausnutzung der installierten Traktionsleistung. Darüber hinaus treten trotz des kurzen Radsatzstandes bei Syntegra nur geringe Radsatzentlastungen auf, die bei herkömmlichen Fahrwerken stark ansteigen würden.

Der Syntegra-Fahrwerkrahmen des auf der InnoTrans 2006 und an der RWTH Aachen 2007 ausgestellten Prototypen besteht aus einem Querträger und zwei gelenkig verbundenen Längsträgern. Dabei werden sämtliche horizontalen Führungskräfte, Anschlüsse von Dämpfern und Stabilisatoren durch den Querträger übernommen. Schließlich verteilt sich die Fahrzeugmasse nur noch über die beiden Längsträger, vergleichbar einer Balkenwaage, auf die Primärfedern. Deshalb besitzt die Steifigkeit der Primärfeder nahezu keinen Einfluss auf die Entgleisungssicherheit. Zusätzlich sind die neuen Radsätze bedingt durch die Integration von Fahrmotor- und Radsatzlager zu einem gemeinsamen Hauptlager innengelagert. Diese können bei der Wartung problemlos nachgeschmiert werden. Ein Vorteil des neuen Systems ist die Verringerung der Belastung der Radsatzwelle. Im Gegensatz zur Außenlagerung wirken die horizontalen Querkräfte auf das Rad bei Innenlagerung den vertikalen Lagerkräften entgegen. 

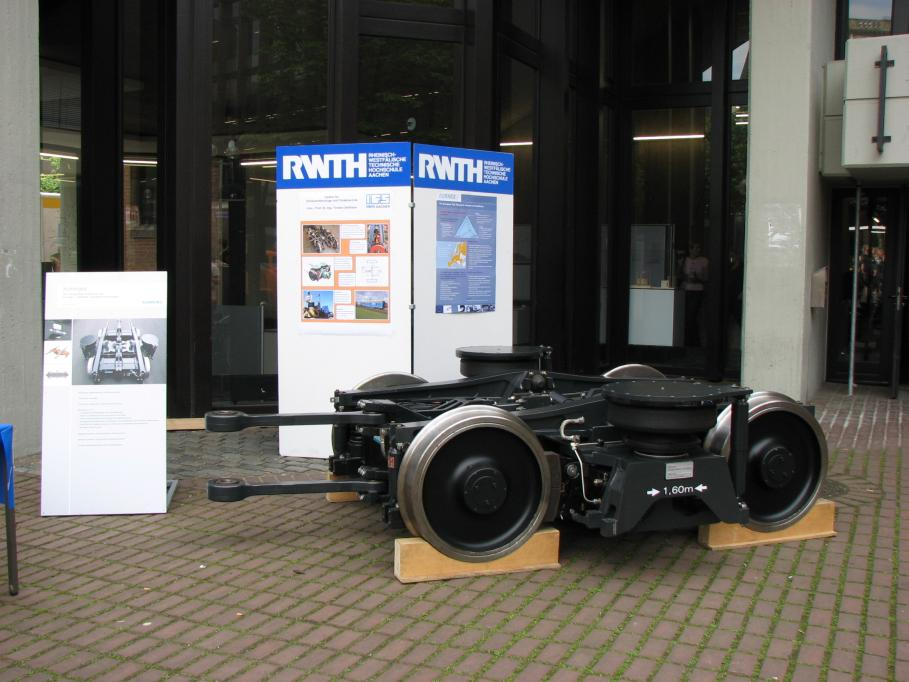
Syntegra an der RWTH Aachen

Die Gesamtlänge des ausgestellten Prototypen beträgt etwa 2400 mm, die Luftfeder-Oberkante liegt zwischen 700 und 800 mm hoch und der Radsatzstand beträgt 1600 mm. Der Raddurchmesser des Prototyp-Fahrwerks beträgt 690/630 mm bei einer Radsatzlast von 14 t.

## Bremstechnologie

### Stand der Technik
Stand der Technik bei Metro-Fahrzeugen ist die Verwendung von zwei weitgehend unabhängigen Bremssystemen. „Weitgehende Unabhängigkeit“, weil die erzeugten Bremsmomente beider Systeme an der Radsatzwelle zusammentreffen. Deshalb sind sowohl die Radsatzwellen als auch die Räder gemeinsame Komponenten der Bremssysteme.
Die elektrodynamische (ED) Bremse ist für betriebliche Bremsungen und die vollwertige elektropneumatische (EP) Reibungsbremse ist für Ausfall- und Notbremsungen üblich. ED-Bremsungen werden generatorisch mit Rückspeisung in das Versorgungsnetz oder Bremsstellertakten auf einen Bremswiderstand durchgeführt. Verbreitete Technik bei Anhaltebremsungen ist das Blending, die Ablösung der ED-Bremse durch die mechanische Bremse im untersten Geschwindigkeitsbereich.
Die mechanische Bremse wird heute überwiegend als druckluftbasierte Scheibenbremse aufgebaut. Das System ist aufgrund der Vielzahl seiner Komponenten sehr komplex. Funktionalitäten wie zum Beispiel der Gleitschutz müssen sowohl auf elektrischer (ED) als auch auf mechanischer Seite (EP) vorgesehen werden. Durch die Verwendung als Not- und Sicherheitsbremse bestehen höchste Anforderungen an die Verfügbarkeit sowie die Zuverlässigkeit des Systems.

### Syntegra-Bremskonzept
Im Gegensatz dazu besteht bei Syntegra die Möglichkeit, nur noch eine mechanische Bremse mit deutlich reduzierter Aktuatorkraft als Haltebremse am Bahnsteig, als Abstellbremse im Depot und zur Unterstützung bei einer Sicherheitsbremsung zu verwenden. 
Die permanenterregte Synchronmaschine erzeugt bei geeigneter Beschaltung ein inhärentes Bremsmoment (inhärente elektrodynamische Bremse, IED). Diese physikalische Eigenschaft ermöglicht eine sichere Bremsung bis zum Stillstand. Dabei besteht die IED aus einem zusätzlichen Bremsschutz sowie einem zusätzlichen Bremswiderstand. Vorteilhaft ist die Verkürzung der Ansprechzeit von Auslösung bis Verfügbarkeit des maximalen Drehmoments. 
Prinzipbedingt ist das IED-Bremssystem gleitgeschützt. Dieser Effekt resultiert aus den physikalischen Eigenschaften der permanent-erregten Synchronmaschine.

## Vorteile
Bei einer Gegenüberstellung mit einem konventionellen Fahrwerk gleicher Antriebsleistung und Fahrkraft lässt sich ein Massenvorteil des Syntegra-Prototyps erkennen. Dabei soll dieser mit einer projektierten Radsatzlast von 14 t den Stand der Technik um 1000 kg unterbieten. Da aber noch weitere Maßnahmen zur Massenreduktion vorgesehen sind, wird sich der Gewichtsvorteil angeblich auf fast 30 % erhöhen.
Auf Grund der Reduktion der absoluten Masse, der rotierenden Masse und des höheren Antriebswirkungsgrades soll sich der Energieverbrauch der Fahrwerke um bis zu 20 % verringern.
Die Life Cycle Costs (LCC) sollen durch einen geringeren Energieverbrauch und geringere Wartungskosten sinken.
Geringe Geräuschemissionen des Antriebssystems werden durch den Entfall des Fahrmotorlüfters und des Getriebes, durch die geringere Motordrehzahl und der höheren Induktivität des Fahrmotors erreicht.
Außerdem besitzt der vollständig gekapselte Antrieb keine Kupplung, kein Getriebe und keine vollwertige mechanische Bremse. Gleichzeitig soll eine höhere Sicherheit und bessere Fahreigenschaften durch einen gelenkigen Fahrwerkrahmen erreicht werden.

## Prototyp-Fahrzeug

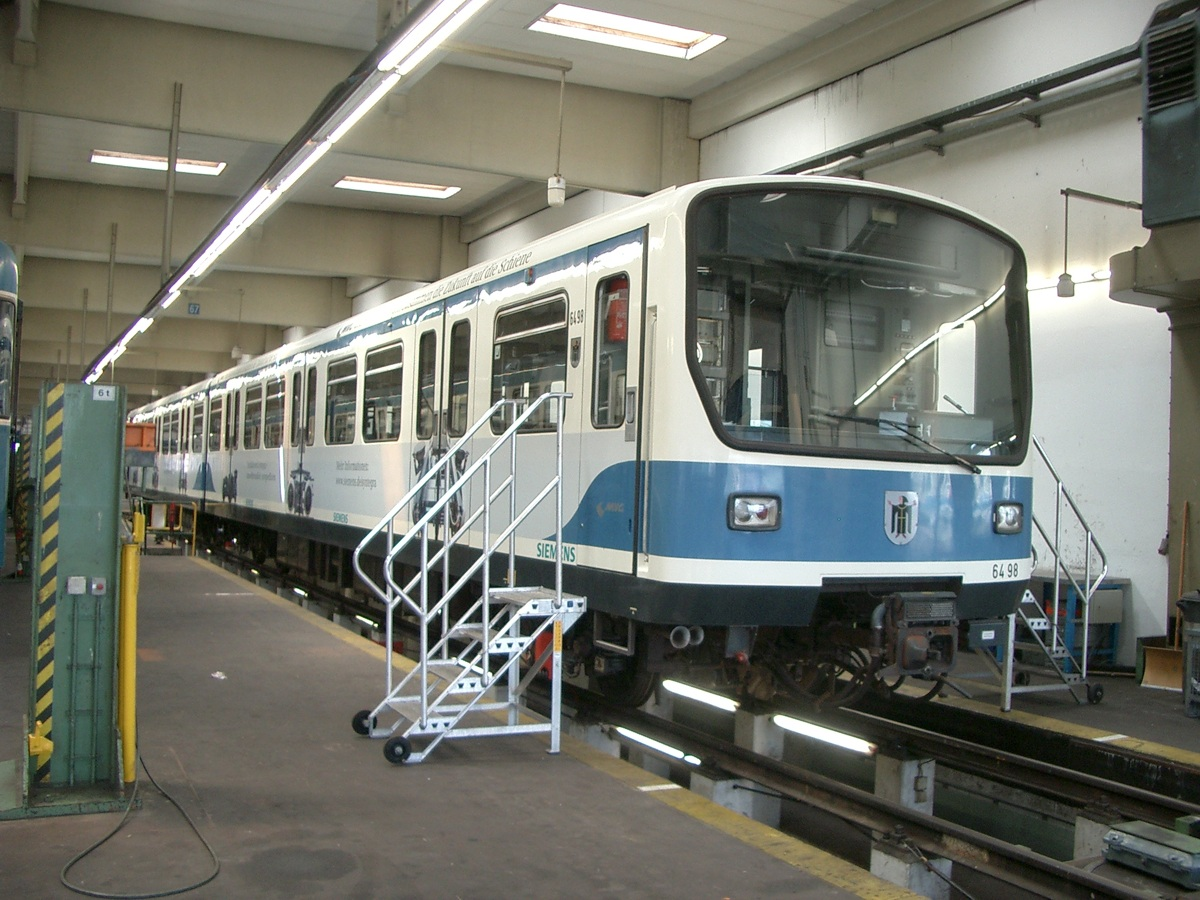
Prototyp-Fahrzeug mit Syntegra-Beschriftung

Syntegra ist als Prototyp in ein Metrofahrzeug integriert. Im ersten Schritt wurde das System im Prüfcenter Wegberg-Wildenrath getestet. 

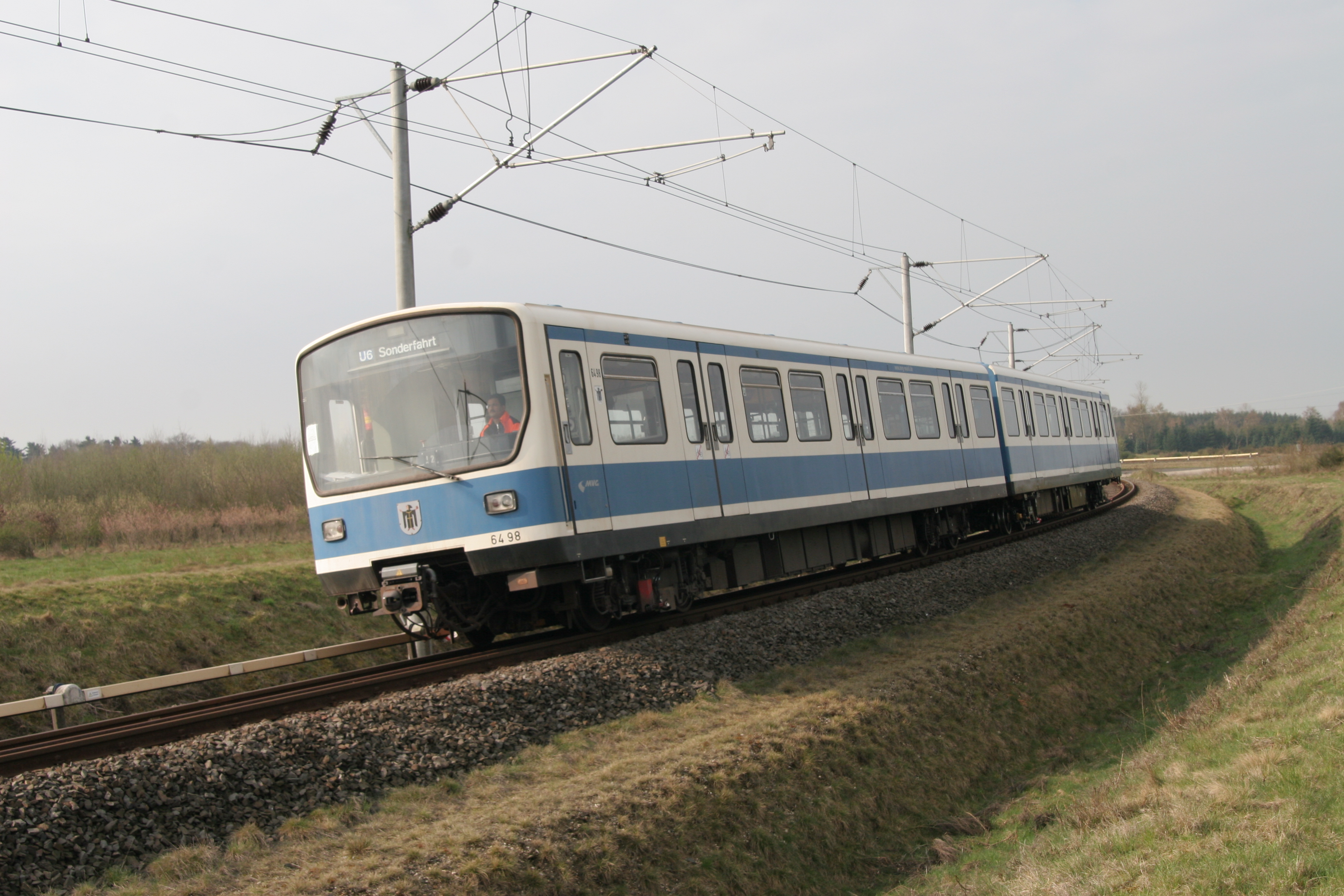
Prototyp-Fahrzeug im Prüfcenter

Das Prüfcenter Wegberg-Wildenrath ist eine Teststrecke für Eisenbahnfahrzeuge. Fast alle betrieblichen Bedingungen, die ein Schienenfahrzeug im Regeleinsatz erfährt, können hier simuliert werden. 
Im zweiten Schritt erfolgte die Zulassung des Fahrzeuges für den Personenverkehr.
Die Syntegra-Technologie wurde im regulären Fahrgastbetrieb der U-Bahn München eingesetzt. Das Prototypfahrzeug der Baureihe B (Zug Nr. 498, Syntegra-Technik nur im Wagen 7498) fuhr am 12. August 2008 zum ersten Mal im regulären Münchner U-Bahn-Verkehr und war an der Siemens-Werbung und hörbar anderen Fahrgeräuschen erkennbar. Seit Oktober 2018 ist der Doppeltriebwagen Teil des Kulturzentrums Bahnwärter Thiel.